# Taubenturm Ableiges
Koordinaten: 49° 5′ 19,5″ N, 1° 58′ 53″ O

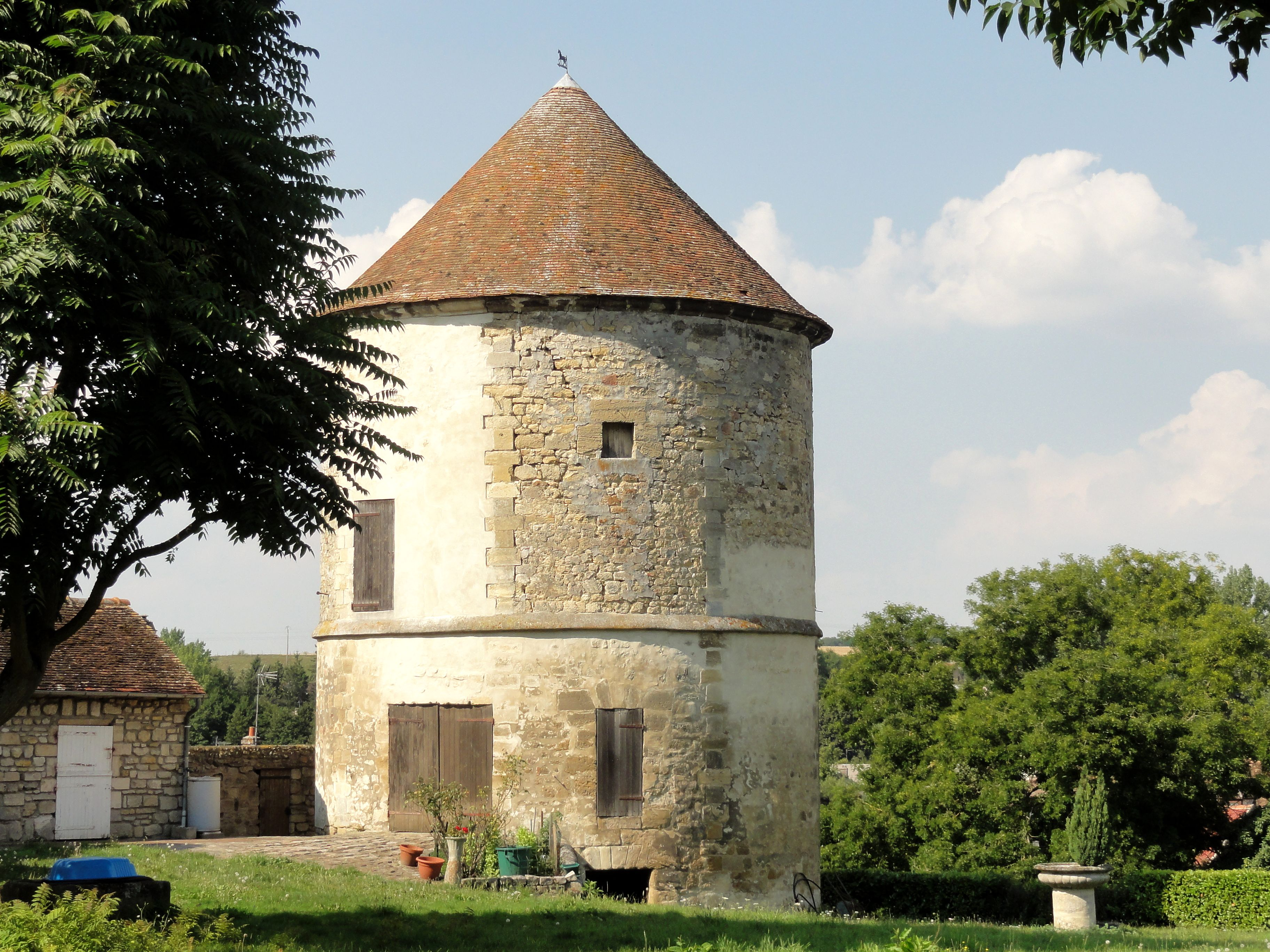
Taubenturm in Ableiges

Der Taubenturm Ableiges (frz. colombier d’Ableiges) in Ableiges, einer französischen Gemeinde im Département Val-d’Oise in der Region Île-de-France, ist ein Taubenturm, der im 17. Jahrhundert errichtet wurde. Das Bauwerk in der Rue Gilles-de-Maupéou gehört zum ehemaligen Bauernhof des Schlosses.

## Beschreibung
Das runde Bauwerk besitzt zwei Geschosse. Die Mauern bestehen aus Bruchstein und  teilweise aus Haustein. Da das Gebäude zu einem Wohnhaus umgebaut wurde, haben Fensteröffnungen das Aussehen des ehemaligen Taubenturms verändert.